# Michelino Mavatiku Visi
 (septembre 2024).
La mise en forme du texte ne suit pas les recommandations de Wikipédia : il faut le « wikifier ».
Les points d'amélioration suivants sont les cas les plus fréquents. Le détail des points à revoir est peut-être précisé sur la page de discussion.
- Les titres sont pré-formatés par le logiciel. Ils ne sont ni en capitales, ni en gras.
- Le texte ne doit pas être écrit en capitales (les noms de famille non plus), ni en gras, ni en italique, ni en « petit »…
- Le gras n'est utilisé que pour surligner le titre de l'article dans l'introduction, une seule fois.
- L'italique est rarement utilisé : mots en langue étrangère, titres d'œuvres, noms de bateaux, etc.
- Les citations ne sont pas en italique mais en corps de texte normal. Elles sont entourées par des guillemets français : « et ».
- Les listes à puces sont à éviter, des paragraphes rédigés étant largement préférés. Les tableaux sont à réserver à la présentation de données structurées (résultats, etc.).
- Les appels de note de bas de page (petits chiffres en exposant, introduits par l'outil «  Source ») sont à placer entre la fin de phrase et le point final[comme ça].
- Les liens internes (vers d'autres articles de Wikipédia) sont à choisir avec parcimonie. Créez des liens vers des articles approfondissant le sujet. Les termes génériques sans rapport avec le sujet sont à éviter, ainsi que les répétitions de liens vers un même terme.
- Les liens externes sont à placer uniquement dans une section « Liens externes », à la fin de l'article. Ces liens sont à choisir avec parcimonie suivant les règles définies. Si un lien sert de source à l'article, son insertion dans le texte est à faire par les notes de bas de page.
- La présentation des références doit suivre les conventions bibliographiques. Il est recommandé d'utiliser les modèles {{Ouvrage}}, {{Chapitre}}, {{Article}}, {{Lien web}} et/ou {{Bibliographie}}. Le mode d'édition visuel peut mettre en forme automatiquement les références.
- Insérer une infobox (cadre d'informations à droite) n'est pas obligatoire pour parachever la mise en page.

Pour une aide détaillée, merci de consulter Aide:Wikification.
Si vous pensez que ces points ont été résolus, vous pouvez retirer ce bandeau et améliorer la mise en forme d'un autre article.
Mavatiku Michelino Visi, connu sous le nom de Michelino, est un musicien de soukous, compositeur, guitariste et chanteur en République Démocratique du Congo (RDC). il était membre du groupe congolais African Fiesta Nationale, qui est ensuite renommé Afrisa International, dirigé par la superstar de la musique congolaise,Tabu Ley. Plus tard, au début des années 1970, Michelino quitte Afrisa et rejoint TPOK Jazz, dirigé par François Luambo Makiadi, une figure centrale de la scène musicale congolaise des années 1950 aux années 1980.
Né et élevé par des parents angolais, dans la ville portuaire congolaise de Matadi, Michelino part à Kinshasa à l'adolescence. Michelino vit maintenant à Paris, France, où il joue et enseigne la musique. Il dirige un groupe d'environ huit membres

## Discographie
- Makfe - avec Afrisa International
- Salima - avec TP OK Jazz - Sung by Josky Kiambukuta, Ndombe Opetum et Wuta Mayi
- Cassins Clay - avec Afrisa International
- Moussa - avec Afrisa International